# La Tagnière
La Tagnière este o comună în departamentul Saône-et-Loire, Franța. În 2009 avea o populație de 248 de locuitori.

## Evoluția populației
| An        | 1975 | 1982 | 1990 | 1999 | 2006 | 2009 |
| --------- | ---- | ---- | ---- | ---- | ---- | ---- |
| Populație | 305  | 293  | 274  | 227  | 272  | 248  |